# Вознесенська церква (Бобрик)
Церква Вознесіння Господнього — мурована церква у селі Бобрик Великодимерської селищної громади Броварського району Київської області. Церква пошкоджена російськими окупантами 5 березня 2022 року.

## Історія
Будівництво церкви Вознесіння Господнього тривало з 1994 по 1998 роки. 19 листопада 1998 року його головний престол освятив Митрополит Київський і всієї України Володимир (Сабодан).
2 лютого 2008 року було освячено південний боковий приділ на честь Феодосія Чернігівського, де міститься частина його мощей.
Станом на 2022 рік настоятелем церкви був архімандрит Іоанн (Шевченко).

### Пошкодження церкви російськими окупантами
5 березня 2022 року, під час російського вторгнення в Україну, в покрівлю церкви Вознесіння Господнього влучив снаряд російських окупантів та розірвався в центральній частині даху.. Обстріл відбувся через півгодини після завершення богослужіння.